# Сакристия
Сакристията (на латински: sacristia) е помещение в християнските храмове, в което се съхраняват богослужебните дрехи и църковната утвар.
В православните храмове сакристията бива:
- Малка сакристия или дяконик и се оформя южно от апсидата в църквата[1]. Представлява един или няколко шкафа, в които се пазят църковните съдове, дрехите на свещеника, евангелията, кръстовете, дарохранителниците.
- Голяма сакристия, която представлява отделна стая или пристройка, дори отделна сграда в манастирите.